# Kharjyang
Kharjyang es una ciudad y municipio en el distrito de Gulmi en la zona de Lumbini en el centro de Nepal. En el censo de Nepal de 1991 tenía una población de 3227 personas viviendo en 615 casas.